# Federico Moja y Bolívar
Federico Moja Bolívar (Santander, 1842 - Màlaga, 1897) va ser un escriptor i periodista espanyol.
Nascut en Santander en 1842, va començar la seva carrera periodística molt jove, a l' Abeja Montañesa de la seva ciutat natal. En 1866 es va traslladar a Madrid, on va col·laborar en publicacions com Gil Blas, Las Novedades, La República Ibérica (1869), El Orden (1870) o Jaque Mate, D'ideologia republicana i amic del també periodista José Nakens —amb qui va col·laborar a El Resumen, publicació de la que Moja va ser director—, va ser el primer secretari de l'Acadèmia Espanyola de Roma, fundada en 1873.
De retorn a Madrid, va escriure a El Solfeo, El Globo, El Pueblo Español y El Imparcial. Va ser autor d'obres com Alegorías (1868), la novel·la El club de los solteros (1872), Notas de viaje (1879), El dúo eterno (1880), La cama de matrimonio (1882), Tipos y tipejos (1885) i Algo sobre el naturalismo literario (1895).
 En 1880 va marxar a Màlaga a dirigir Las Noticias, ciutat en què va morir el 26 de març de 1897.